# Dacnopilio armatus
Dacnopilio armatus is een hooiwagen uit de familie echte hooiwagens (Phalangiidae).